# Estádio Onésio Brasileiro Alvarenga
Het Estádio Onésio Brasileiro Alvarenga is een multifunctioneel stadion in Goiânia, een stad in Brazilië. Als bijnaam wordt 'Estádio OBA' gebruikt.
Het stadion wordt vooral gebruikt voor voetbalwedstrijden, de voetbalclub Vila Nova FC maakt gebruik van dit stadion. De naam van het stadion komt van een oud-speler van Villa Nova, Onésio Brasileiro Alvarenga. In het stadion is plaats voor 11.788 toeschouwers. Het stadion werd geopend in 1980.